# Henry L. Langhaar
Henry Louis Langhaar (* 14. Oktober 1909 in Oklahoma; † 28. September 1992) war ein US-amerikanischer Ingenieurwissenschaftler für Mechanik. 
Er war Professor studierte Mechanik an der Lehigh University, an der er 1940 bei Clarence Albert Shook promoviert wurde (Steady flow in the transition length of a cylindrical conduit). Er war Professor für Mechanik an der University of Illinois at Urbana-Champaign.
1979 erhielt er die Von-Karman-Medaille.

## Schriften
- Dimensional Analysis and Theory of Models, Krieger 1980
- Energy Methods in Applied Mechanics, Wiley 1962
- mit Arthur Boresi, Robert E. Miller, Jerry Bruegging: Stability of hyperboloidal cooling tower, ASCE J. Eng. Mech., 96, 1970, 753–779
- mit Boresi: Buckling and post-buckling behavior of a cylindrical shell subjected to external pressure, TAM Report 93, 1956
- Buckling of a cylindrical shell subjected to external pressure, Österreichisches Ingenieurarchiv 1960